# Marie Holzer
Marie Holzer (geb. Rosenzweig; * 11. Jänner 1874 in Czernowitz; † 5. Juni 1924 in Innsbruck) war eine österreichische Schriftstellerin und Journalistin.

## Leben und Werk
Marie Holzer wurde 1874 als Tochter des jüdischen Bankiers, Stadt- und Gemeinderats, Reichsratsabgeordneten und Schriftstellers Leon Rosenzweig (1840–1914) in Czernowitz, der Landeshauptstadt des österreichischen Kronlandes Bukowina, geboren. Gemeinsam mit sieben Geschwistern (ein jüngerer Bruder war der spätere Rechtsanwalt und Schriftsteller Walther Rode, 1876–1934) wuchs sie in wohlbehüteten, gutsituierten Verhältnissen einer jüdisch-assimilierten, großbürgerlichen Familie auf. 1895 heiratete sie in Czernowitz den österreich-ungarischen Offizier Johann (Hans) Holzer (1866–1924). Die Ehe des charakterlich sehr unterschiedlichen Paares war von Beginn an von Spannungen und Konflikten geprägt. Den künstlerischen und schriftstellerischen Neigungen seiner Frau konnte der konservative und höchst eifersüchtige Johann Holzer nur wenig Interesse entgegenbringen. 1896 wurde die Tochter Edith, 1897 der Sohn Rudolf und 1904 die zweite Tochter Gertrude geboren.
Während eines längeren Aufenthalts in Prag, wo ihr Mann an der Kadettenschule unterrichtete, begann Marie Holzer um 1907, sich für die österreichische Frauenbewegung zu engagieren und publizierte einige Beiträge in der Wiener Zeitschrift Neues Frauenleben. Ab 1907 veröffentlichte sie zahlreiche essayistische und erzählerische Prosatexte im renommierten Prager Tagblatt. 1911 schloss sie sich dem Kreis um Franz Pfemferts expressionistischer Zeitschrift Die Aktion an und veröffentlichte dort in den folgenden Jahren, wie in vielen weiteren Zeitungen und Zeitschriften (u. a. in der Frankfurter Zeitung, den Leipziger Neuesten Nachrichten, dem Berliner Tageblatt, Die Wage, Der Demokrat, Die Muskete, Die Ähre, Die Schaubühne, Die Neue Rundschau, März, Jugend) ihre literarischen Arbeiten, politisch-sozialkritische wie poetische Texte, Prosaskizzen, Lyrik, dramatische Szenen, Essays, Rezensionen und Glossen. Ihre Bedeutung als expressionistische Autorin dokumentiert sich sinnfällig dadurch, dass eine ihrer kleinen Erzählungen, Die rote Perücke (1914), einer 1996 erschienenen Anthologie mit Prosatexten expressionistischer Dichterinnen den Titel gab. Marie Holzers einziges Buch, der Erzählband Im Schattenreich der Seele. Dreizehn Momentbilder, dessen zentrales Thema das Eros-und-Thanatos-Motiv darstellt, erschien 1911. Es sei ein „Buch der sogenannten modernen Frau“, urteilte die Schriftstellerin Nadja Strasser in der Aktion: „Aber, ich schwöre, es ist dennoch ein gutes und sympathisches Büchlein. Und der moderne Mann kann es lesen. Ja, er soll es lesen. Vielleicht findet er manches darin, was ihm neue Gedanken und neue Empfindungen gibt.“

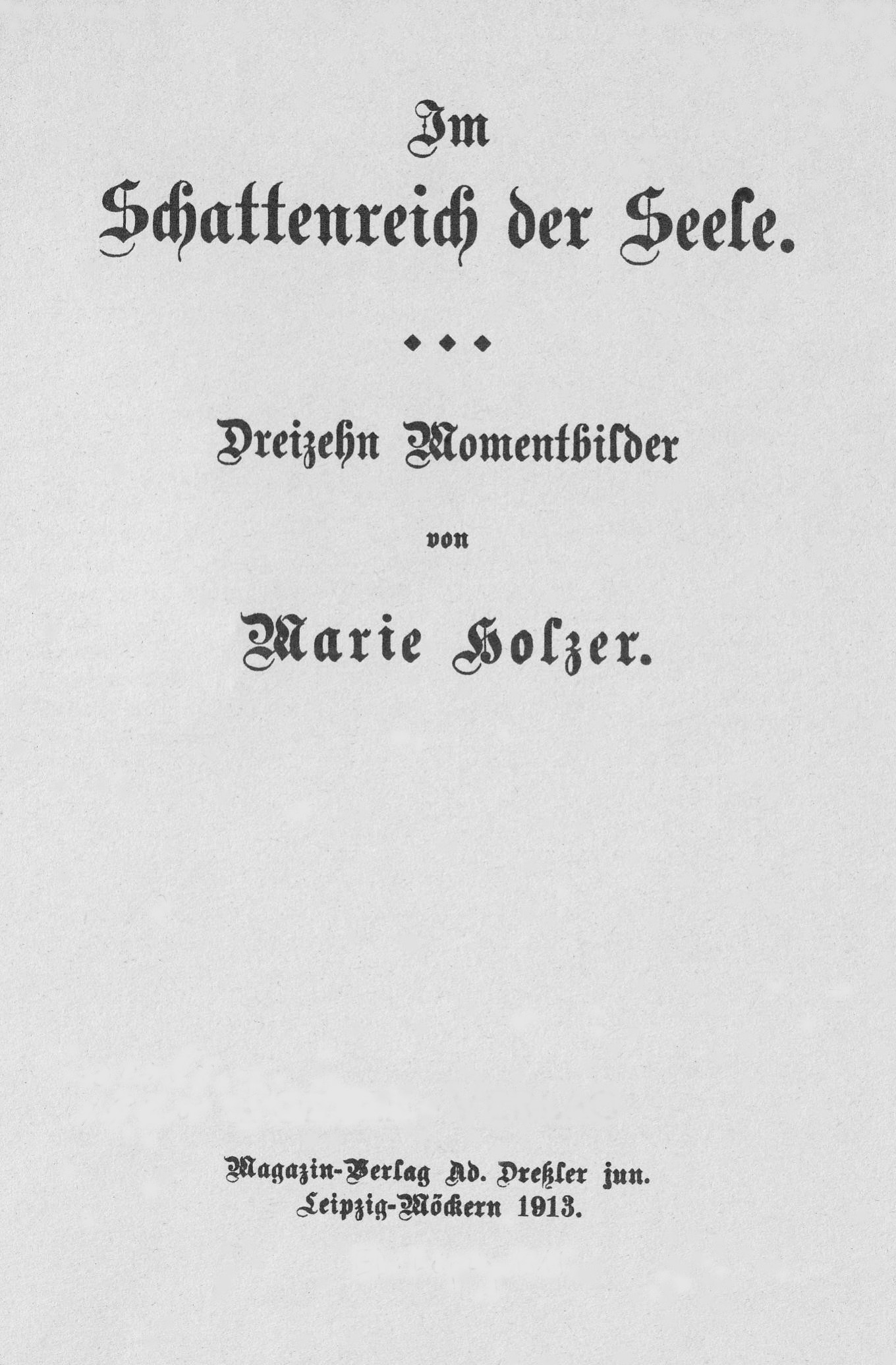
Titelei der Neuausgabe von Marie Holzers Erzählband (1913)

Um 1914 übersiedelte Marie Holzer mit ihrer Familie nach Innsbruck. Ihr Mann, der sich im Frühjahr 1914 als Major pensionieren ließ, trat nach Ausbruch des Ersten Weltkriegs wieder in den militärischen Dienst ein. Mit dem verlorenen Krieg 1918 brach für ihn, zuvor in den Adelsstand erhoben und Oberst des Generalstabes, eine Welt zusammen, wohingegen sich für seine Frau ein gesellschaftlich freieres, demokratisches Leben öffnete. Schon während des Krieges hatte sich Marie Holzer der österreichischen Sozialdemokratie zugewandt und den Armen, Hungernden und Kranken humanitäre Hilfe geleistet – sehr zum Verdruss ihres Mannes. So verschärften sich die ehelichen Konflikte und führten auch zu öffentlichen Demütigungen Marie Holzers durch ihren krankhaft eifersüchtigen und tyrannischen Mann, der am 5. Juni 1924 in der gemeinsamen Innsbrucker Wohnung zunächst seine Frau und dann sich selbst erschoss.
Als bedeutende Autorin der frauenemanzipatorischen und der expressionistischen Bewegung im frühen 20. Jahrhundert und als Verfasserin meisterhafter ‚Kleiner Prosa‘ ist Marie Holzer noch immer zu entdecken. Sie „versteht sich auf die Beschreibung kleinster seelischer Einheiten“, stellte Anne Martina Emonts die literarische Kunst Marie Holzers heraus;  sie sei eine der wichtigen Autorinnen, „die den Frauen zum ersten Mal (…) eine kritische, zweifelnde Stimme verleiht“.

### Werke
- Im Schattenreich der Seele. Dreizehn Momentbilder. Bruno Volger Verlagsbuchhandlung, Leipzig-Gohlis 1911; Neuausgabe: Magazin-Verlag Ad. Dreßler, Leipzig-Möckern 1913.
- Texte. Ausgewählt v. Anne Martina Emonts. In: Juni – Magazin für Literatur und Kultur. Nr. 45/46: Schreibende Frauen. Ein Schaubild im frühen 20. Jahrhundert. Hrsg. v. Gregor Ackermann u. Walter Delabar. Aisthesis Verlag, Bielefeld 2011, ISBN 978-3-89528-857-9, S. 282–302.

### Werkverzeichnis
Verzeichnisse der zahlreichen Publikationen Marie Holzers in Zeitungen und Zeitschriften zwischen 1905 und 1924 bieten:
- Gregor Ackermann, Gerd Baumgartner u. Anne Martina Emonts: Das Werk Marie Holzers. Eine bibliographische Annäherung. In: Juni – Magazin für Literatur und Kultur. Nr. 45/46, S. 257–281;
- Gregor Ackermann, Christine Johanna Riccabona: Nachträge zur Marie-Holzer-Bibliographie. Auf: juni-magazin.de/Onlines (archiviert).

### Sekundärliteratur
- Gerd Baumgartner: Marie Holzer (1874–1924). In: Juni – Magazin für Literatur und Kultur. Nr. 45/46: Schreibende Frauen. Ein Schaubild im frühen 20. Jahrhundert. Hrsg. v. Gregor Ackermann u. Walter Delabar. Aisthesis Verlag, Bielefeld 2011, ISBN 978-3-89528-857-9, S. 253–255.
- Peter Demetz: Prager Literaten in „Sturm“ und „Aktion“. In: Berlin und der Prager Kreis. Hrsg. v. Margarita Pazi u. Hans Dieter Zimmermann. Königshausen & Neumann, Würzburg 1991, ISBN 3-88479-597-X, S. 101–109.
- Anne Martina Emonts: „Wie lieb ich die Türe meines Zimmers“. Zum Werk Marie Holzers. In: Juni – Magazin für Literatur und Kultur. Nr. 45/46: Schreibende Frauen. Ein Schaubild im frühen 20. Jahrhundert. Hrsg. v. Gregor Ackermann u. Walter Delabar. Aisthesis Verlag, Bielefeld 2011, S. 303–310.
- Christian Jäger: Minoritäre Literatur. Das Konzept der kleinen Literatur am Beispiel prager- und sudetendeutscher Werke. Deutscher Universitäts-Verlag, Wiesbaden 2005, ISBN 3-8244-4607-3, S. 249–266.
- Dorit Müller: Gefährliche Fahrten. Das Automobil in Literatur und Film um 1900. Königshausen & Neumann, Würzburg 2004, ISBN 3-8260-2672-1, S. 104–108.
- Christine Riccabona: Anmerkungen zu zwei Briefen im Nachlass Ludwig von Fickers und zu deren Verfasserin Marie Holzer. In: Mitteilungen aus dem Brenner-Archiv. Nr. 31, 2012, S. 127–136.
- Christine Riccabona: Gedanken über die Literaturkritik von Marie Holzer. In: LiLit – Literarisches Leben in Tirol. Nr. 1, Juni 2012 (https://literaturtirol.at/lilit).